# Bragyova András
Bragyova András (Budapest, 1950. március 1. – 2020. november 4.) magyar jogtudós, egyetemi tanár, az MTA doktora. Kutatási területe a nemzetközi jog és az alkotmánybíráskodás. 2005 és 2014 között az Alkotmánybíróság tagja.

## Életpályája
1968-ban érettségizett a budapesti Berzsenyi Dániel Gimnáziumban, majd sikertelen felvételije után a nyomdaiparban helyezkedett el. 1970-ben nyert felvételt az Eötvös Loránd Tudományegyetem Állam- és Jogtudományi Karára, ahol egyetemi évei alatt az államjogi tanszék demonstrátora volt. 1975-ben szerzett jogi diplomát.
1978–1979-ben a strasbourgi Nemzetközi Összehasonlító Jogi Akadémián, 1980-ban pedig a hágai Nemzetközi Jogi Akadémián vett részt posztgraduális képzésen. Diplomájának megszerzése után az Általános Értékforgalmi Bank jogásza lett, majd 1977-ben Szabó Imre meghívta az MTA Állam- és Jogtudományi Intézetébe. Itt Bokorné Szegő Hannánál dolgozott a nemzetközi jogi osztályon, majd 1988-ban az összehasonlító jogi osztályra került. 1992-ben tudományos titkárrá nevezték ki, majd 2002 és 2005 között tudományos tanácsadóként működött. 
Kutatóintézeti állásán kívül 1984-ben került a Nehézipari Műszaki Egyetem (1990-től Miskolci Egyetem) akkor létrejött Állam- és Jogtudományi Karára, ahol először nemzetközi jogot tanított, később az alkotmányjogi tanszék oktatója lett adjunktusi, majd egyetemi docensi beosztásban. 1990-ben a Freiburgi Egyetem vendégkutatója volt. 2001-ben habilitált, majd megbízták az alkotmányjogi tanszék vezetésével. A tanszéket 2005-ig vezette. Közben 2002-ben megkapta egyetemi tanári kinevezését. Emellett 1994 és 2004 között a Közép-európai Egyetem politikatudományi tanszékének állandó vendégtanára volt.
1988-ban védte meg az állam- és jogtudományok kandidátusi, 2003-ban pedig akadémiai doktori értekezését. Tagja lett az MTA Állam- és Jogtudományi Bizottságának és az Akadémiai Kutatóhelyek Tanácsának. Akadémiai tisztségei mellett a Nemzetközi Jogtudományi Társaság magyar nemzeti bizottságának tagja. 2005. szeptember 26-án a Alkotmánybíróság tagjává választották. E tisztségét 2014. szeptember 26-áig viselte. Az Állam és Jogtudomány című tudományos szakfolyóirat szerkesztőbizottságának tagja.

## Munkássága
Kutatási területe a nemzetközi jog elméleti kérdései, a nemzetközi jog és a belső jog viszonya, az emberi jogok nemzetközi védelme és az alkotmánybíráskodás.
Munkái között összehasonlító alkotmányjogi munkák is találhatóak, külön monográfiát írt a választási rendszerek általános jellegéről, illetve a jelölési folyamatról. Foglalkozott ezenkívül a kétkamarás parlamentek és a köztársasági elnökök jogállásának kérdéskörével is. Az 1990-es években több más alkotmányjoggal foglalkozó jogtudóshoz hasonlóan kidolgozott egy saját alkotmánykoncepciót, amelyet 1995-ben jelentetett meg. Munkáit elsősorban magyar és angol nyelven adja közre.

## Főbb publikációi
- A köztársasági elnök a parlamentáris rendszerekben (Dezső Mártával, 1988)
- Dezső Márta–Bragyova András: A második kamarák; MTA, Bp., 1989
- A választási rendszerek általános vonásai és a jelölések a nyugat-európai országokban (Dezső Mártával, 1990)
- Vannak-e kisebbségi jogok? (1992)
- Az alkotmánybíráskodás elmélete (1994)
- Az új alkotmány egy koncepciója (1995)
- Egyenlőség és alkotmány (1999)
- Constitution and Freedom. The Constitutional Concept of Freedom (2005)
- Az alkotmányjogi panasz fogalma (2008)